# Щебляков, Анатолий Дмитриевич
Щебляков Анатолий Дмитриевич (род. 19 января 1945) — советский футболист. Выступал на позиции защитника. Наиболее известен по выступлениям за ЦСКА в 1960-х. Двукратный бронзовый призёр чемпионата в составе ЦСКА.

## Биография
Воспитанник школ ФШМ и ЦСКА, причём в период обучения в ФШМ привёл в школу своего 12-летнего товарища Мишу Гершковича, будущего прославленного игрока и тренера, и уговорил тренера Бескова посмотреть его:

Был у меня приятель на два года старше, Толя Щебляков, он очень хорошим защитником стал впоследствии, играл за ЦСКА. И вот Толя за меня походатайствовал — попросил обратить внимание. Константин Иванович обратил и дал добро.

(Михаил Гершкович)

В 1963 году привлекался в юношескую сборную СССР, но провёл только неофициальный матч. В первом же сезоне 1964 в ЦСКА получил бронзовые медали, приз лучшему дебютанту от журнала «Смена» и обратил на себя внимание еженедельника «Футбол». В 1964—1965 провёл 2 матча (с  Японией 1:0 и Югославией 1:4) за молодёжную сборную СССР. На следующий сезон слова получил бронзу с командой, но в 1966 году получил травму в первом же матче сезона с «Кайратом» и больше на высоком уровне не выступал, играл в низших лигах.

## Статистика
| Клуб               | Див              | Сезон            | Чемпионат | Чемпионат | Кубки | Кубки | Еврокубки | Еврокубки | Итого | Итого |
| Клуб               | Див              | Сезон            | Игры      | Голы      | Игры  | Голы  | Игры      | Голы      | Игры  | Голы  |
| ------------------ | ---------------- | ---------------- | --------- | --------- | ----- | ----- | --------- | --------- | ----- | ----- |
| ЦСКА               | A                | 1964             | 6         | 0         | 2     | 0     | 0         | 0         | 8     | 0     |
| ЦСКА               | A                | 1965             | 12        | 0         | 1     | 0     | 0         | 0         | 13    | 0     |
| ЦСКА               | A                | 1966             | 1         | 0         | 0     | 0     | 0         | 0         | 1     | 0     |
| ЦСКА               | Итого            | Итого            | 19        | 0         | 3     | 0     | 0         | 0         | 22    | 0     |
| Молдова (Кишинёв)  | Б                | 1968             | 1         | 0         | 0     | 0     | 0         | 0         | 1     | 0     |
| Молдова (Кишинёв)  | Итого            | Итого            | 1         | 0         | 0     | 0     | 0         | 0         | 1     | 0     |
| Металлург (Липецк) | Б                | 1968             | 10        | 0         | 0     | 0     | 0         | 0         | 10    | 0     |
| Металлург (Липецк) | В                | 1969             | 33        | 0         | 0     | 0     | 0         | 0         | 33    | 0     |
| Металлург (Липецк) | В                | 1970             | 29        | 1         | 5     | 1     | 0         | 0         | 34    | 2     |
| Металлург (Липецк) | Итого            | Итого            | 72        | 1         | 5     | 1     | 0         | 0         | 77    | 2     |
| Всего за карьеру   | Всего за карьеру | Всего за карьеру | 92        | 1         | 8     | 1     | 0         | 0         | 100   | 2     |

## Достижения

### Командные
ЦСКА
- Бронзовый призёр чемпионата СССР (2): 1964, 1965

### Личные
- Приз «Лучшим дебютантам сезона» журнала «Смена»: 1964[10]